# Хофгартен (Дюссельдорф)
Хофгартен (нем. Hofgarten) — центральный парк в Дюссельдорфе, расположенный по адресу Hofgartenstraße, 40211. Первый общественный парк в Германии.

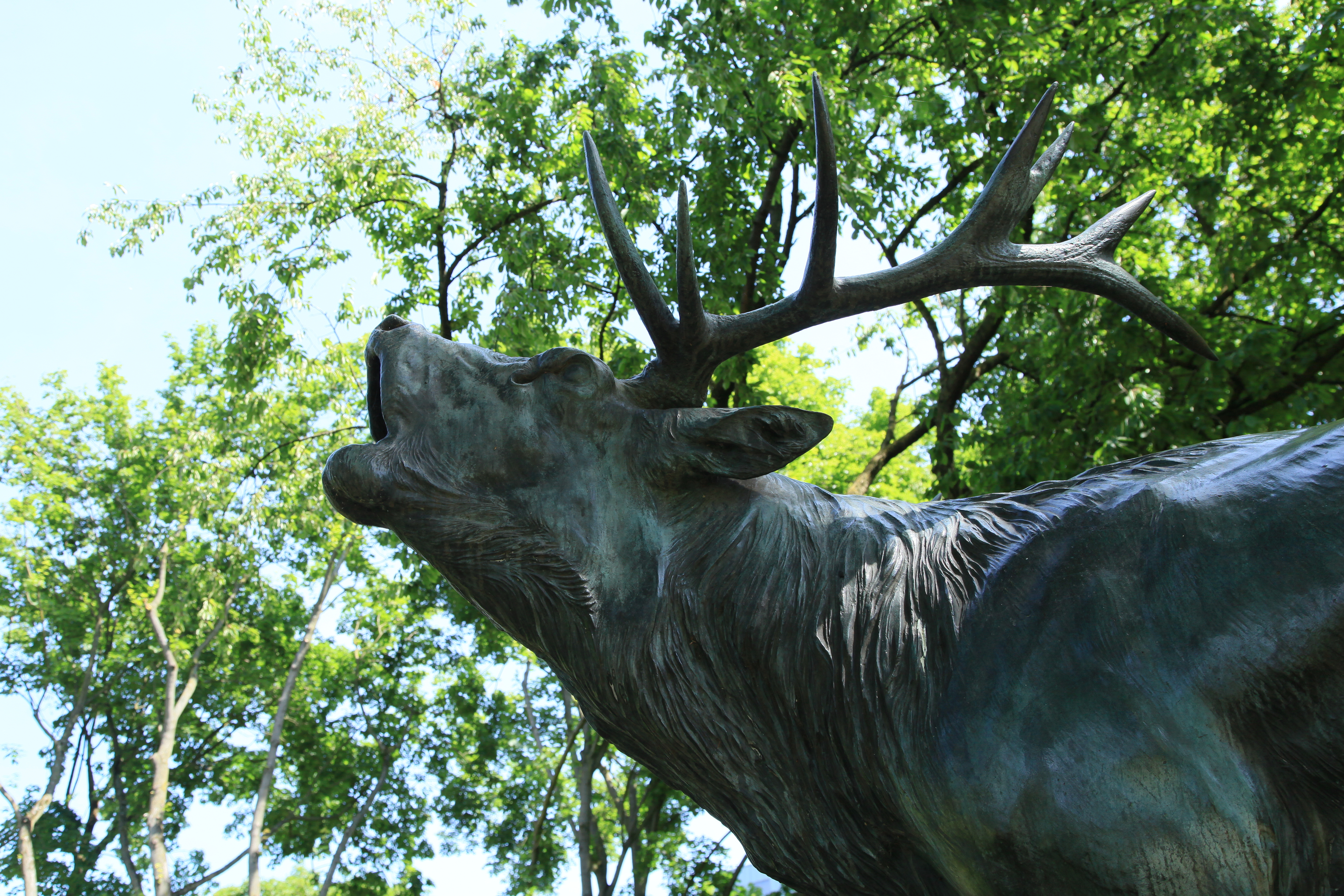
Йозеф Палленберг. «Ревущий олень». Хофгартен, Дюссельдорф

## История
Изначально парк предназначался для прогулок королевских особ. В 1769 году немецкий герцог Карл IV Теодор распорядился расширить территорию парка и сделать её общедоступной. В 1795 году парк пострадал от войны и был оккупирован Францией. С 1804 года ландшафт парка создавал архитектор Максимилиан Фридрих Вейхе, после завершения работы которого парк практически не менялся. Летом 2014 года парк понёс утрату многовековых деревьев из-за урагана «Эла», но был восстановлен через год. Парк является первым общественным парком в истории Германии, а также одним из самых старинных европейских парков. Общая площадь парка составляет 27,73 га, 13 га из которых являются лугами..

## Достопримечательности
В парке находятся многочисленные фонтаны, клумбы, озеро Кайзертайх и лужайки с элементами барочного стиля и английского ландшафтного дизайна, исторические памятники, включая дюссельдорфский музей Гёте и «Дом сословий», а также много классической и современной скульптуры в лице таких знаменитых авторов, как Генри Мур, Аристид Майоль, Вадим Сидур, Рене Синтенис, Йозеф Палленберг и других. На территории парка также расположен необарочный памятник эпохи рейнского романтизма «Отец Рейн и его дочери».

## Природа
Природная фауна и флора парка в основном состоит из белок и птиц, включая белых и черных лебедей, серую цаплю, гусей, мандаринок, белощёкую казарку, хохлатую чернеть, а также различных видов деревьев и растений.

## Галерея

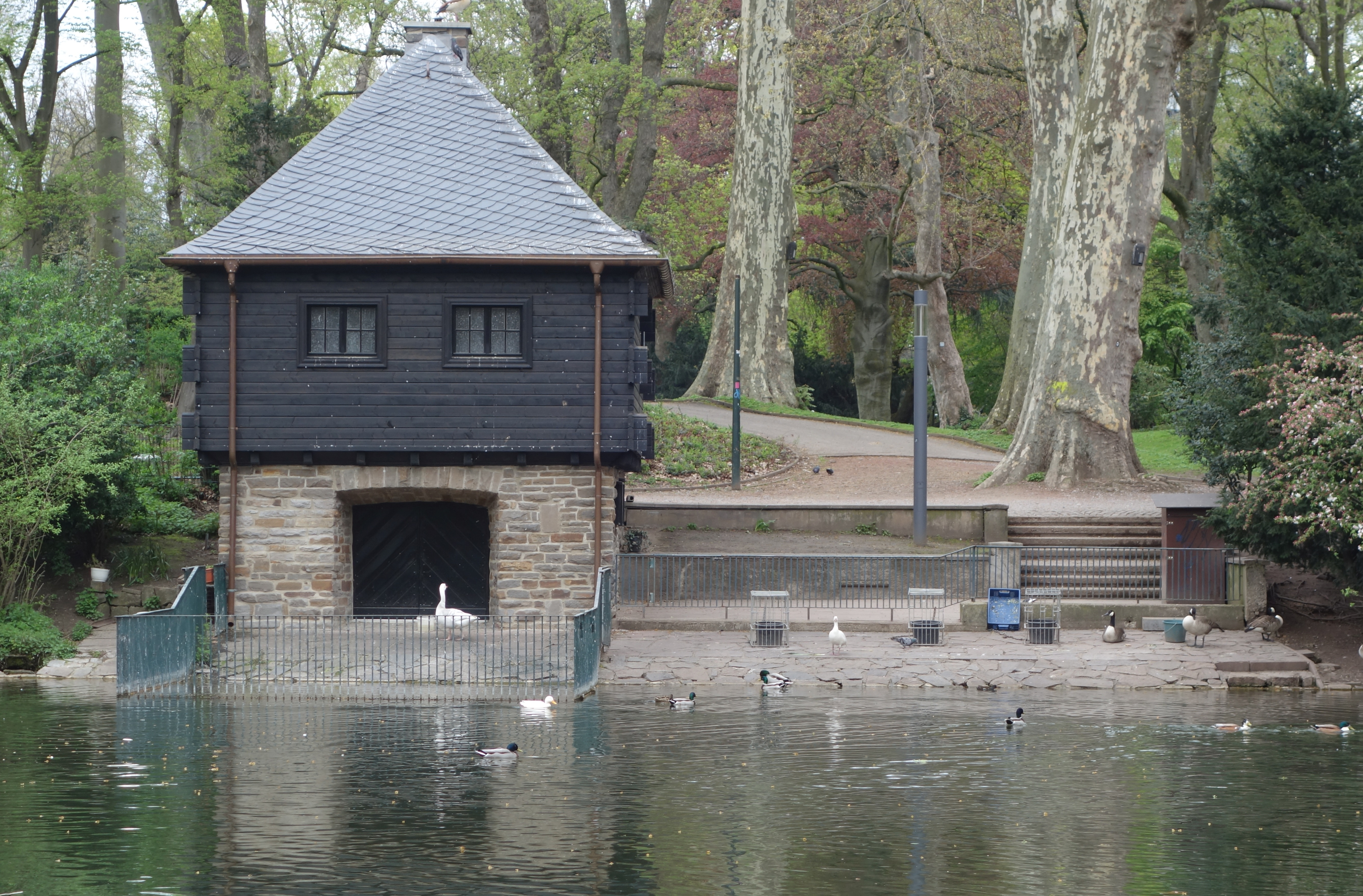
Лебединый домик
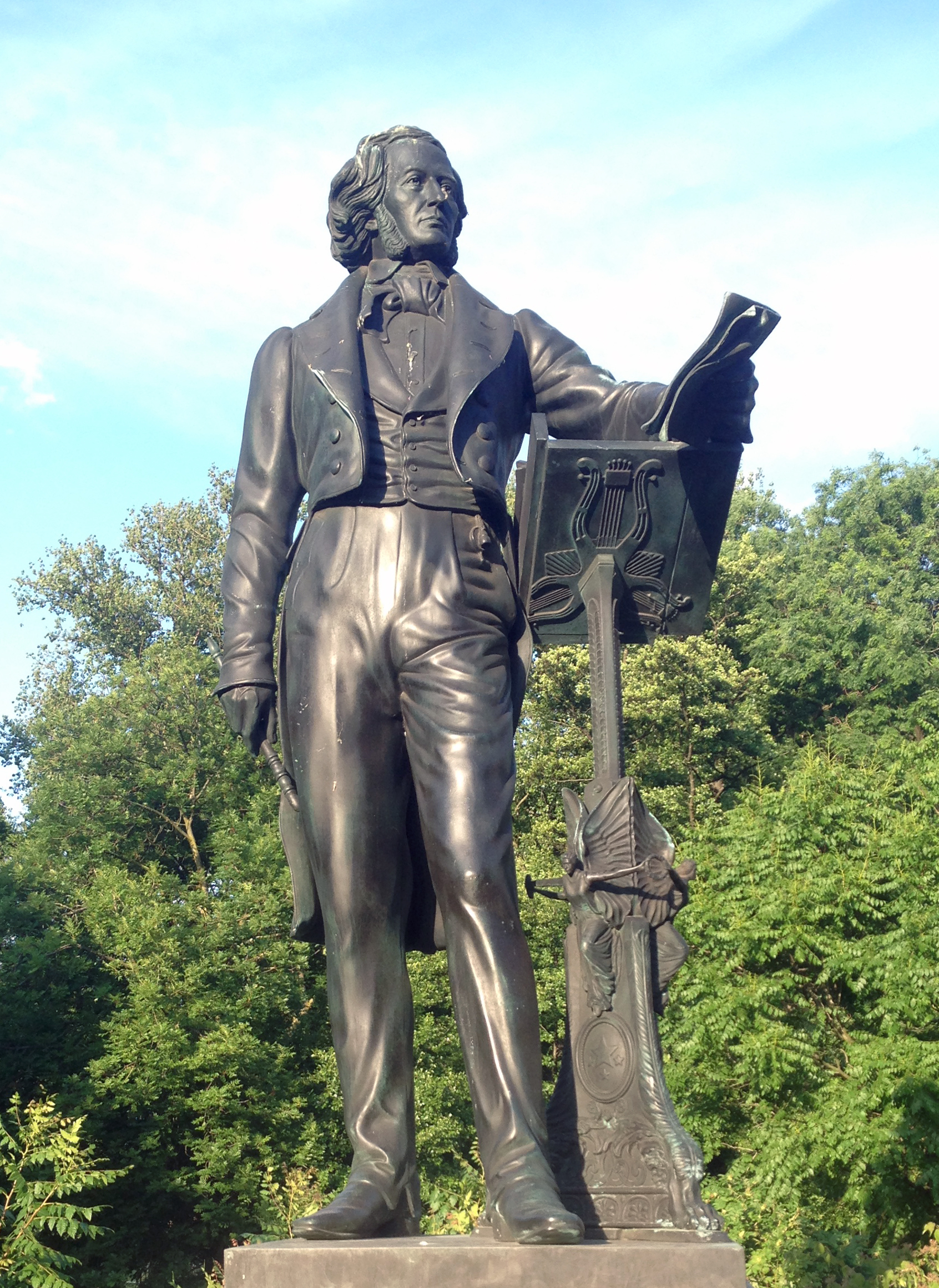
Памятник композитору Феликсу Мендельсону
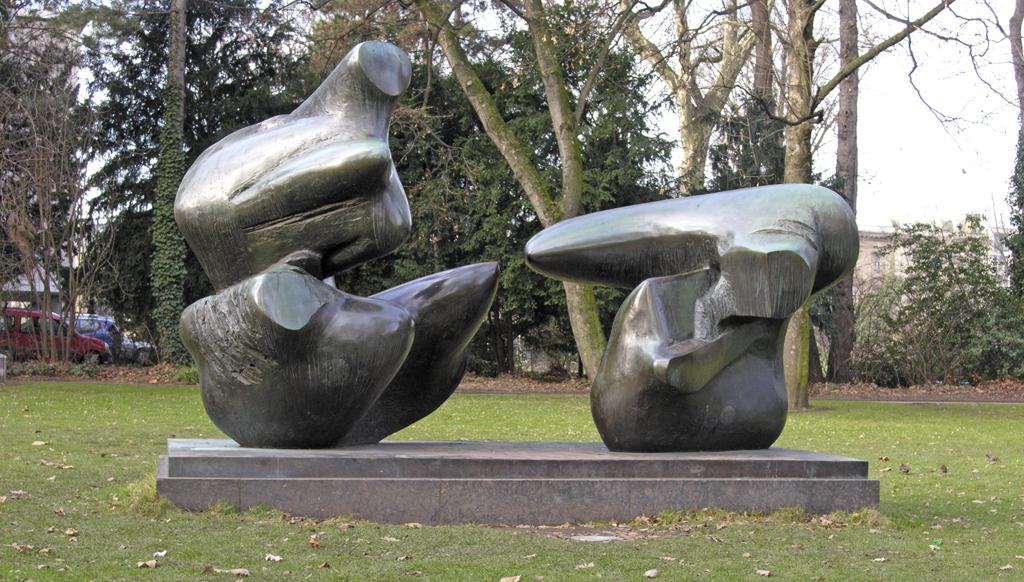
Генри Мур. «Фигура в двух частях»
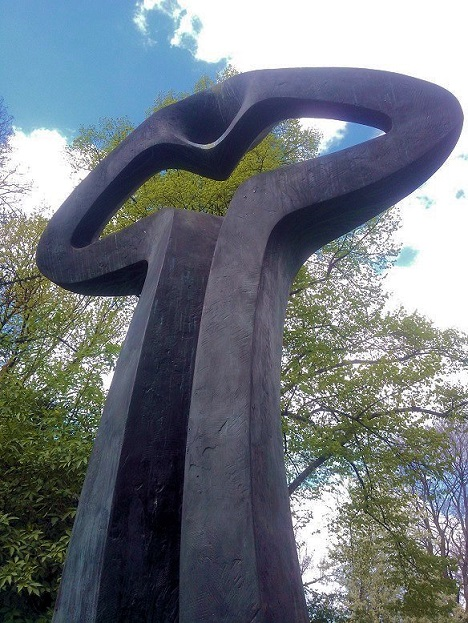
Вадим Сидур. «Взывающий»
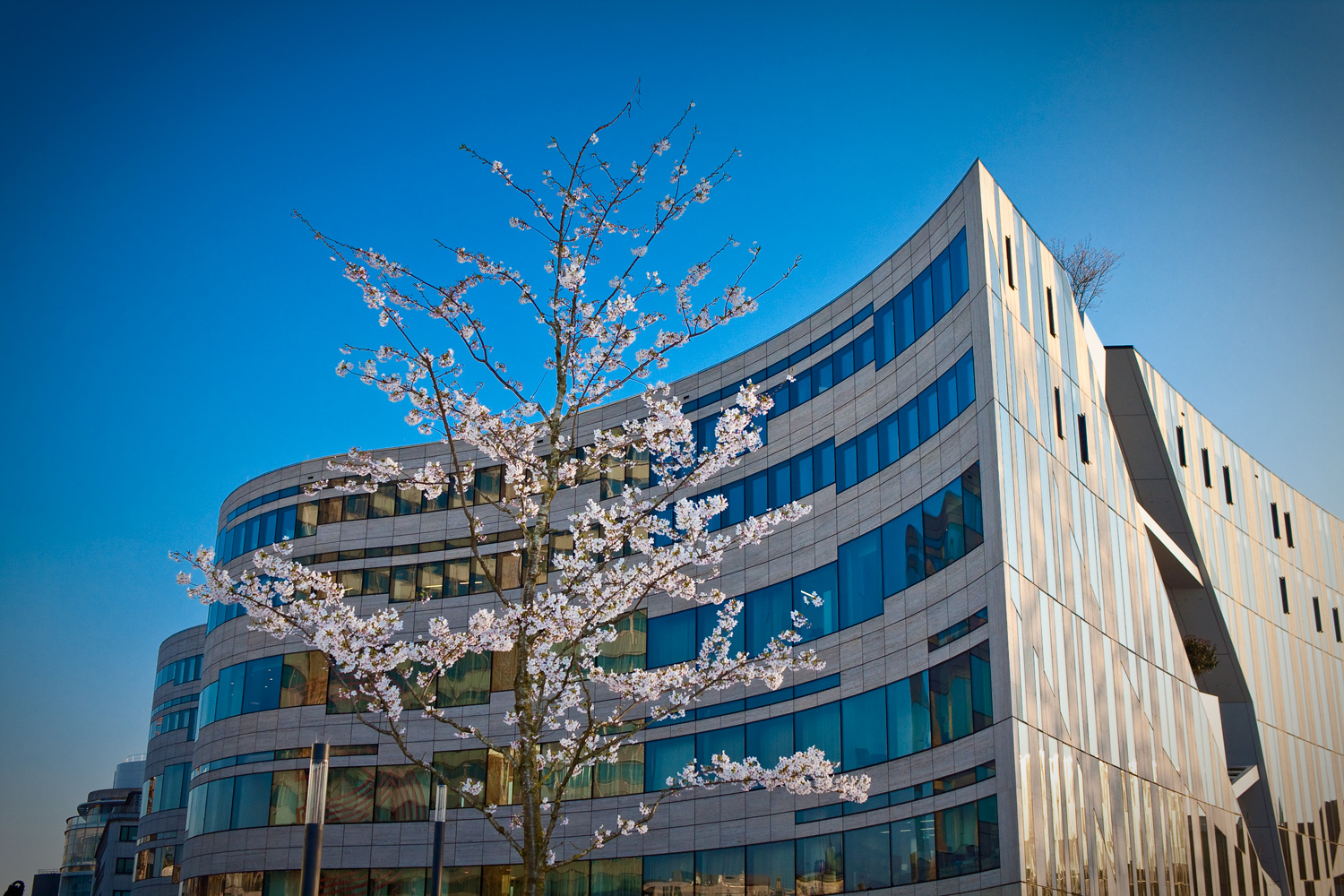
Дом Kö-Bogen
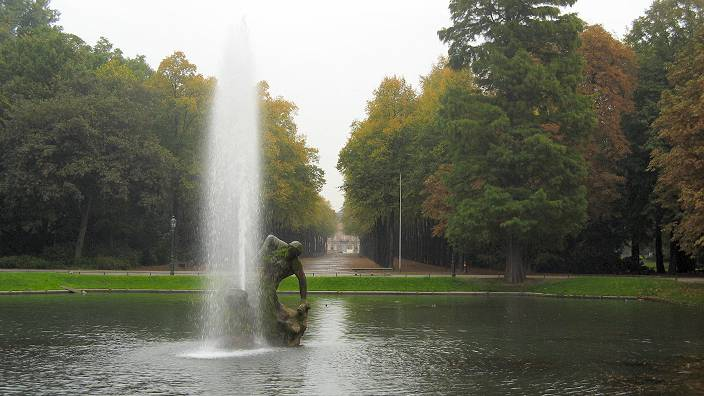
Фонтан «Зелёный мальчик»
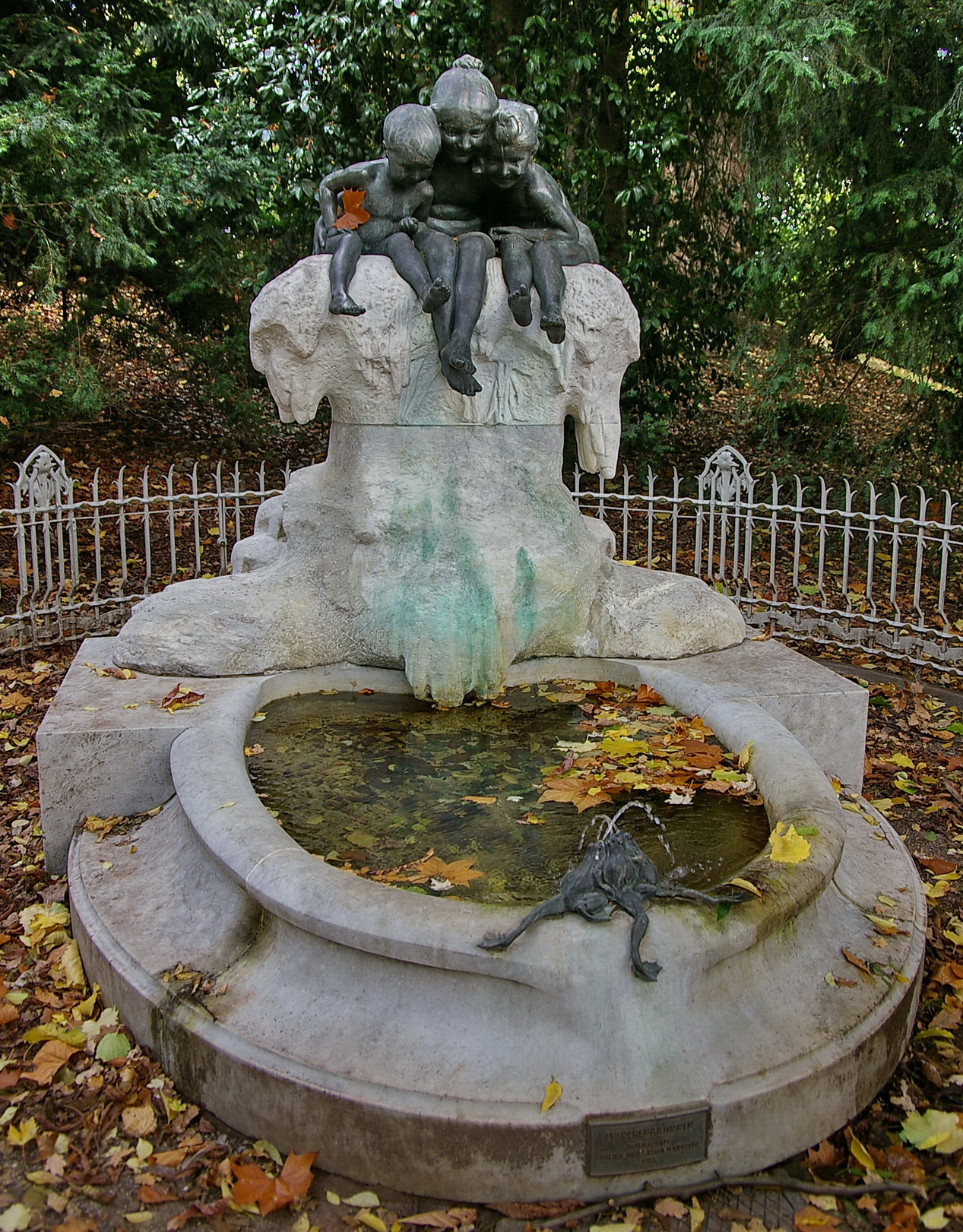
Сказочный фонтан
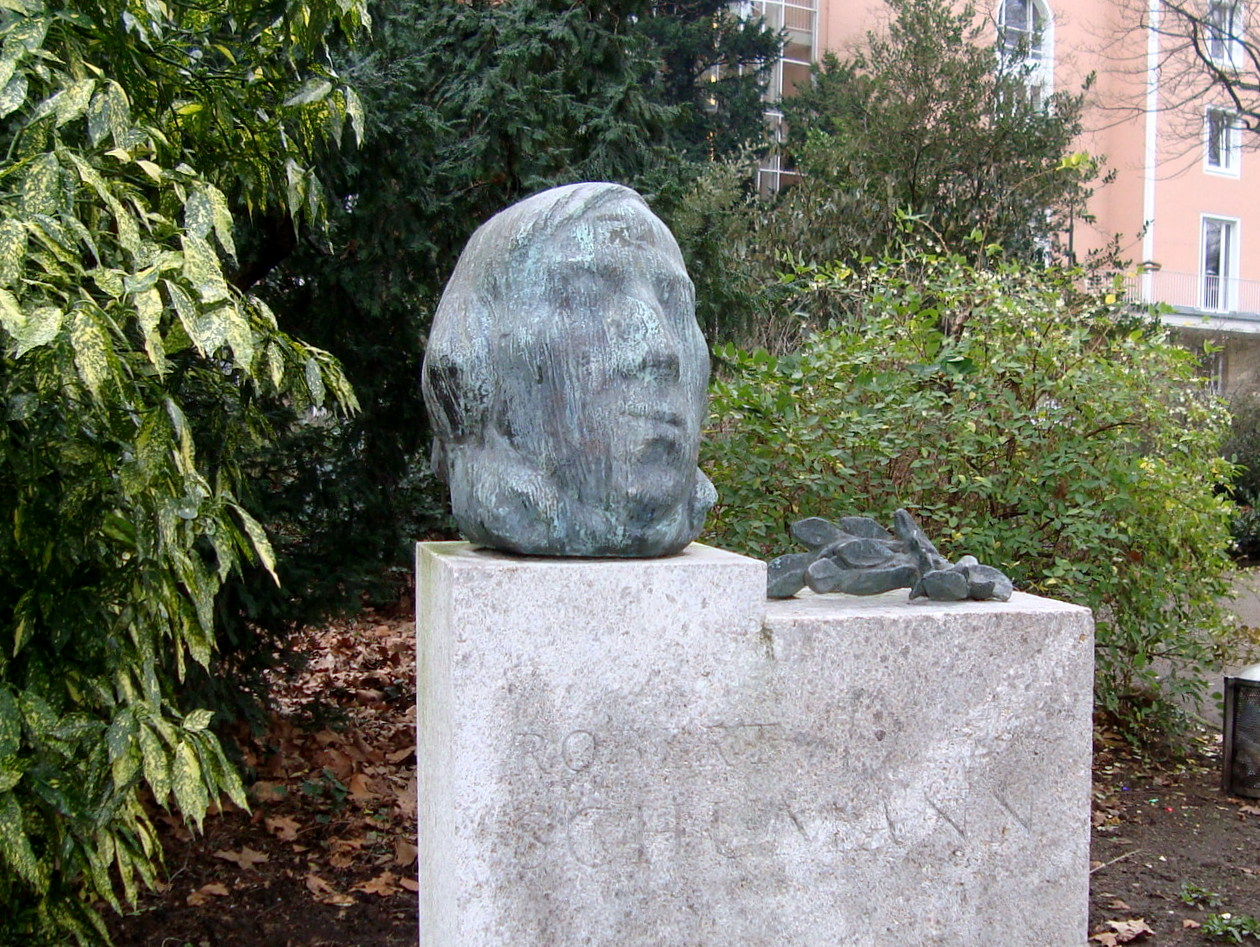
Памятник композитору Роберту Шуману
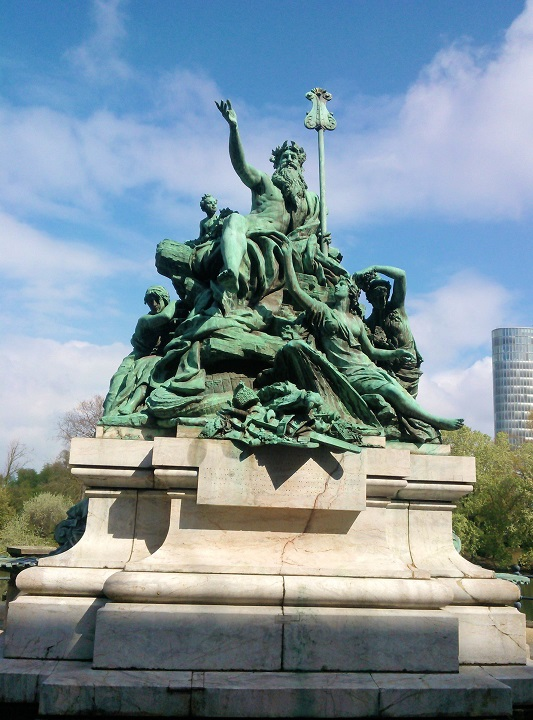
Карл Янссен. «Отец Рейн и его дочери»
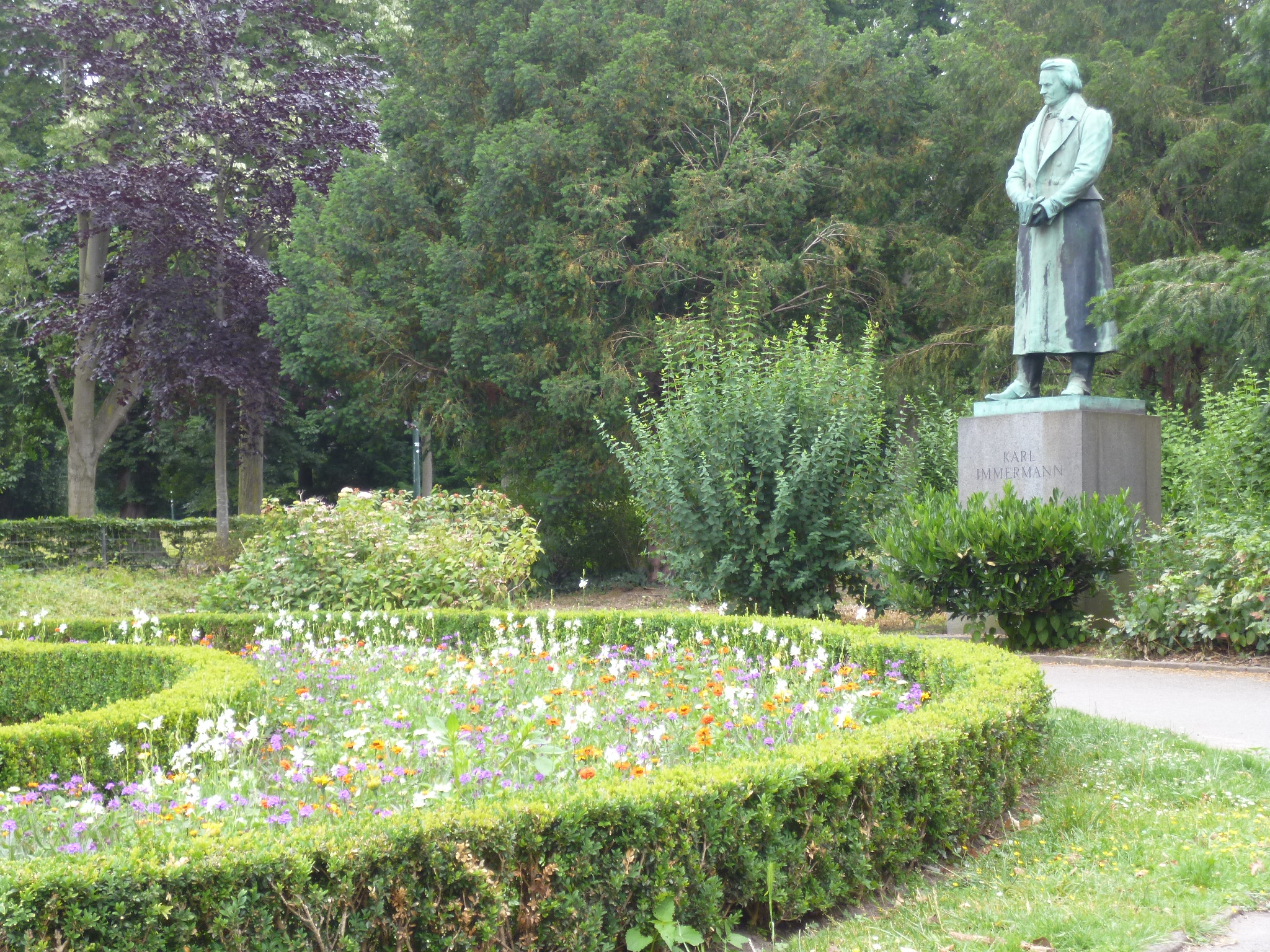
Клеменс Бушер. Памятник писателю Карлу Иммерману
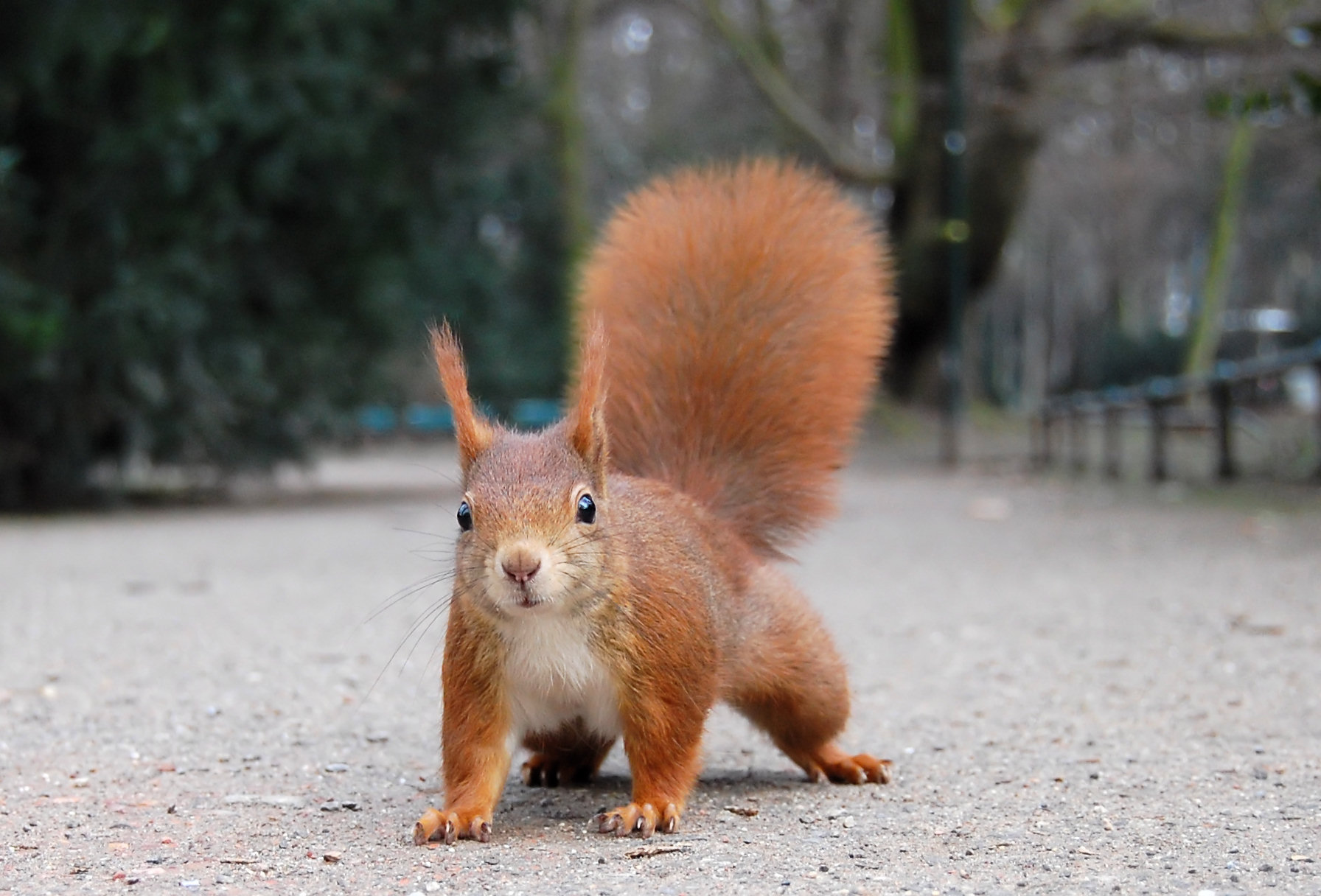
Белка в парке Хофгартен
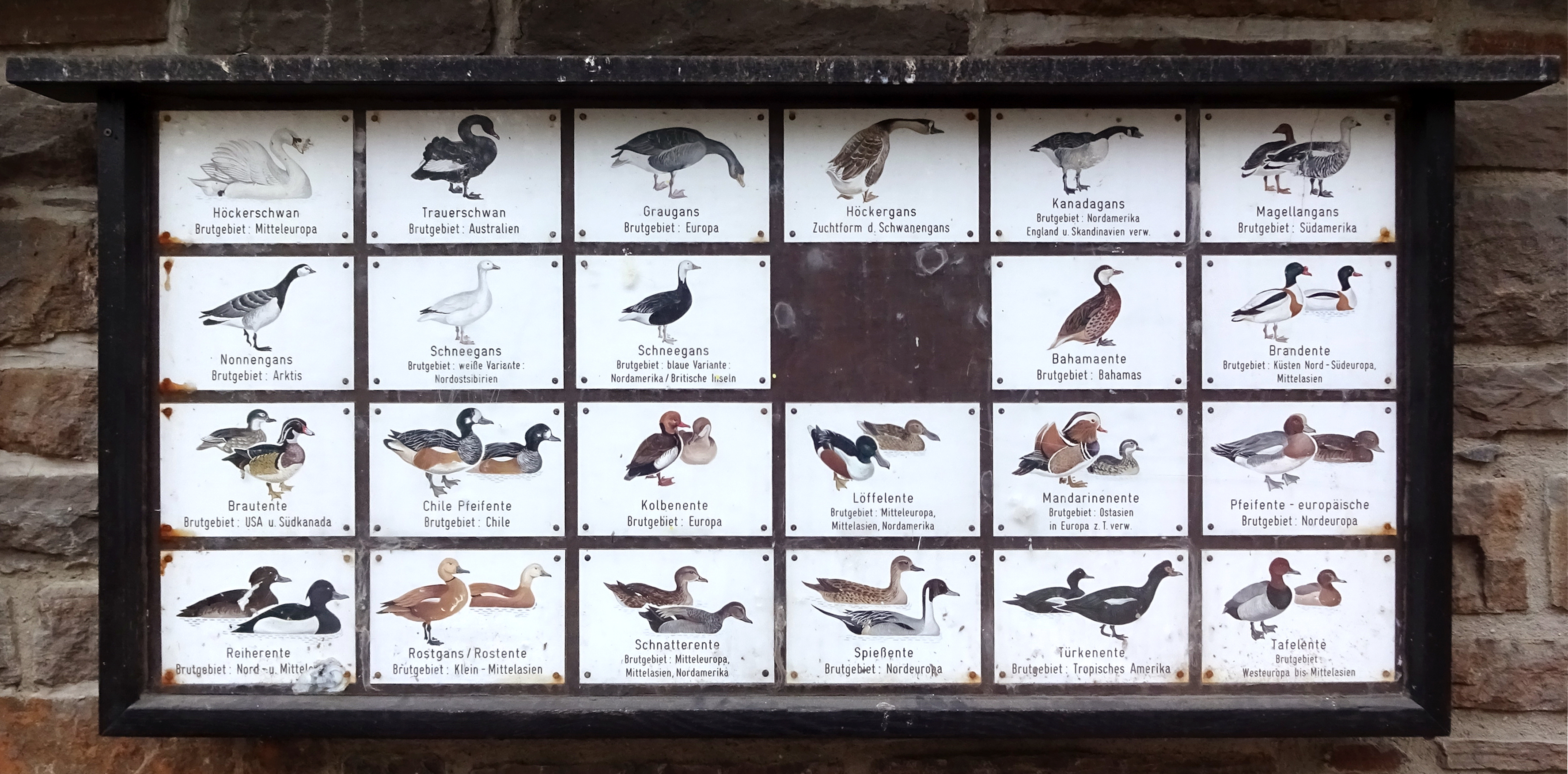
Птицы парка Хофгартен